# Jô Hamvultando
Joaquim Antonio Hamvultando de Oliveira, mais conhecido como Jô Hamvultando (Fortaleza, 29 de agosto de 1828 — Niterói, 16 de março de 1906) foi um escritor, médico, humanista, jornalista, poeta e teatrólogo brasileiro.

## Biografia
Filho de Antônio Joaquim de Oliveira e Joaquina Rosa de Oliveira, ainda criança passa a ter contato com os clássicos da literatura portuguesa, em especial Camões, Barros e Filinto Elísio.
Em 1847, ao concluir o curso de Humanidades com apenas 19 anos, vai para o Rio de Janeiro e dois anos depois estréia na literatura com a peça "Os Traidores da Pátria" (1849), ano em que ingressa na faculdade de Medicina. Ao dedicar-se à ciência que dizia "merecer mais particular predileção", recebe o grau de Doutor conferida pela Faculdade do Rio de Janeiro em 1855, com a tese "Quais as Moléstias em que a Auscultação se Deve Empregar para Serem Reconhecidas".
No ano seguinte oferece "A Esposa de Além Túmulo" ao Conservatório Dramático do Rio de Janeiro, a fim de prestar concurso para o prêmio proposto em conformidade com o respectivo programa (apresentar uma produção particular e inédita). Consta, entretanto, que ao invés do prêmio efetivo obteve o honorário uma vez que, naquele mesmo ano, a peça havia sido publicada em livro.
Obtém amparo para a publicação de "Memória Arqueólogo-Etnográfica" após sessão proferida por Manuel de Araújo Porto Alegre, do qual se encarrega de ler uma parte, no Instituto Histórico e Geográfico Brasileiro em 21 de Agosto de 1857.
Antes de concluir os estudos acadêmicos, porém, teve ocasião de prestar importantes serviços como facultativo em um dos presídios médicos que o Governo Imperial mandou organizar nas freguesias do Rio de Janeiro, no período em que houve surto de cólera morbus (1854), e ao assumir o doutorado, parte em comissão do mesmo Governo para socorrer uma divisão do exército, estacionada na província do Rio Grande do Sul, onde o flagelo se desenvolvera então com grande intensidade.
Por tais serviços recebeu a honorífica condecoração de Cavaleiro da Imperial Ordem da Rosa em 1858. Em julho do mesmo ano foi nomeado Primeiro Oficial da Secretaria do Conselho Naval do Império, segundo o regulamento para a execução da Lei nº 874 (de 23 de Agosto de 1856), cargo que exerceu até 1870 sem abdicar de suas atividades médicas, tanto que lhe permitia o desempenho das funções. Trasferiu-se do Morro de São Lourenço para Niterói e ali estabeleceu residência, vindo a assumir o cargo de diretor geral da Secretaria de Instrução Pública do Rio de Janeiro até a aposentadoria, em 1891.
Hamvultando dizia que "as horas vagas são sempre consagradas às delícias do estudo e ao cultivo da inteligência", consideradas como "necessidades imprescritíveis, e inerentes à própria existência". Deixou pronto um volume científico para publicação intitulado "Universalogia", adaptação brasileira de um livro francês do mesmo titulo. Nesse livro afirmava tratar de "todas as questões relativas à física do universo".

## Estilo
Seu discurso literário é despertado por um contexto de profunda ascendência nacionalista, onde há predominância de uma função expressiva centrada no emissor. Por vezes a idealização extrema lhe trai a influxos de prosopopéia, fator decorrente da liberdade de criação versada sobre uma multiplicidade de assuntos temáticos, que envolvem a natureza em conformidade com aspectos culturais e históricos do Brasil (ex.: "A Guanabara", "A Independência do Brasil" e "O Brasil e o Imperador", presentes na obra "Sentimentos Harmônicos").
Ainda em "Sentimentos Harmônicos", sua obra de maior repercussão, está contida uma pressuposta vigência do homem como um ser social a partir dessas imagens que a similaridade reconstrói, mesmo que ainda fundamentada em metáfora e no engrandecimento, quando o autor evoca pensadores como Voltaire para dar alcance a seu instinto predecessor ufanista centrado em questões, sobretudo, como a causa ao seu efeito, o efeito à causa (em "Deus e o Homem").
Sua obra "Ariza: drama lírico-brasiliense em quatro atos", incluída a princípio como um capítulo a parte de "Sentimentos Harmônicos" e que veio, posteriormente, a ganhar edição definitiva (1863), perpassa a uma gama de elementos indianistas que constituem seu mérito de manifestar equilíbrio com o tema, situando-a como uma grande referência de sua época a nível artístico e altura épica, proveniente de árdua pesquisa da expressividade tupi. Segundo o autor, "Arizá" reconstitui o "facies do seu país natal e da sociedade brasileira, afastando-se em tudo das escolas poéticas" que predominavam no Brasil, por serem demais "defeituosas para que haja de seguí-las".
Hamvultando está situado na última leva de autores provenientes da primeira geração do Romantismo no Brasil, ainda que tardia (meados da década de 50), que abrange nomes como Pedro de Calasans, José de Moraes Silva e Benício Fontenelle.

## Obras
| Poesia | Poesia                            | Poesia                           | Poesia |
| Ano    | Título                            | Editora                          | Pg     |
| ------ | --------------------------------- | -------------------------------- | ------ |
| 1859   | Sentimentos Harmônicos            | F. Waldemar (F. Didot e Morizot) | 316p   |
| 1863   | Opusculos Recreativos e Populares | F. Waldemar (F. Didot e Morizot) | 287p   |

| Teatro | Teatro                                                                       | Teatro                                  | Teatro |
| Ano    | Título                                                                       | Editora                                 | Pg     |
| ------ | ---------------------------------------------------------------------------- | --------------------------------------- | ------ |
| 1849   | Os Traidores da Pátria                                                       | -                                       | -      |
| 1853   | Discursos de Marco Tulio Cicero, proferidos no Senado Romano contra Catilina | Typ. Dous de Dezembro, de Paula Brito   | 114p   |
| 1856   | A Esposa de Além Túmulo - drama de três atos em verso                        | Typ. Americana, de José Soares de Pinho | 65p    |
| 1863   | Arizá - drama lírico-brasiliense em quatro atos                              | F. Waldemar (F. Didot e Morizot)        | 85p    |

| Crítica | Crítica | Crítica                                      | Crítica |
| Ano     | Título | Editora                                      | Pg      |
| ------- | --- | -------------------------------------------- | ------- |
| 1855    | Quais as moléstias em que a Auscultação se deve empregar para serem reconhecidas e quais os sinais que ela oferece                                                 | Academia do Rio de Janeiro                   | 34p     |
| 1857    | Memória Arqueólogo-Etnográfica (se as Tribos Americanas em sua máxima generalidade são ou não Autóctones, ou se entre elas há mescla de povos da Asia e da Europa) | Instituto Histórico e Geographico Brazileiro | -       |
| 1889    | Sinópse das Características do Império | Typ. Laemmert & C.a                          | 16p     |
| 1906    | Universalogia | Typ. Jornal do Commercio                     | -       |